# Троицкий собор (Якутск)
Свято-Троицкий собор — недействующий православный храм в Якутске, расположенный на территории утраченного Якутского (Ленского) острога. Является вторым старейшим каменным зданием города. Памятник архитектуры регионального значения. Бывший кафедральный собор Якутской епархии. Сохранился до наших дней в полуразрушенном состоянии, колокольня полностью разрушена.

## История
Первый собор во имя Живоначальной Троицы (двухэтажный деревянный) был возведён в Якутске в 1641 году. В XVII веке царь Михаил Фёдорович повелел послать в «Якольску землицу» батюшек: «дву черных да дву белых да диакона».
Император Пётр I лично дал разрешение на строительство храма в камне. Построен в 1708—1728 в якутской крепости. По завершении строительства собор был освящён 23 июля 1728 года. Архитектурно Троицкий собор был оформлена в московском стиле XV века, в виде высокого куба с одним куполом.
После образования якутской епархии храм стал её кафедральным собором. Внешность собора изменилась до неузнаваемости: были сделаны пристройки с четырёх сторон, появились новые купола, а на некотором расстоянии построена колокольня.
19 июля 1859 года в Троицком кафедральном соборе впервые состоялась Божественная литургия на якутском языке. Во время службы Евангелие на якутском языке прочёл сам святитель Иннокентий (Вениаминов). Один из очевидцев этой службы так описывал это событие в жизни своего народа:

С раннего утра толпы народа спешили к соборной церкви, которая едва ли когда вмещала столько молящихся, как в тот день. Тут были и якуты, были и русские, большая часть которых знает якутский язык не хуже туземцев… Первые звуки якутского языка, на котором отправлялось решительно все богослужение, казались удивительными для самих якутов. Хотя служение происходило в первый раз, но оно шло чрезвычайно стройно, обычным порядком. Якутов до того тронуло это событие, что родоначальники их, от лица всех своих собратий представили владыке Иннокентию покорнейшую просьбу, чтобы 19 июля навсегда было днем праздничным, потому что в этот день они в первый раз услышали Божественное слово в храме на своем родном языке.
После революции собор был закрыт. В 1929 году с собора сняли купола, разрушили колокольню и разместили в здании Национальный театр. Здание было перестроено, утеряны некоторые архивные документы. Долгие годы оно стояло заброшенным, пока его не увидел директор Якутского театра Эстрады Василий Филиппов. Труппа была без помещения, поэтому за восстановление пустого здания взялись с особым усердием. Там же находился и долгое время работал ресторан «Чароит». Вопрос о передаче здания церкви поднимался ещё при президенте Штырове.
22 января 2014 года епископ Якутский и Ленский Роман совершил первый молебен в одном из помещений, где раньше находился иконостас. Вскоре министерство культуры Якутии передало задние Якутской и Ленской епархии. В планах реконструкция колокольни, от которой остался только фундамент и восстановление воеводского дома. Иеромонах Никандр (Горбатюк) отметил, что с началом восстановления у собора начала формироваться община прихожан:

Когда мы начинаем новый этап реставрационных работ, мы обязательно совершаем молебен для строителей и всех трудящихся. Первый такой молебен совершил владыка Роман, в прошлом году на Троицу служил я. Тогда собрались люди из разных храмов, и по их словам, они уже чувствуют себя прихожанами Троицкого собора. Это не только слова. Мне особенно приятно, что наши верующие мне лично говорят или пишут в социальных сетях: когда будет нужна помощь, они готовы потрудиться на безвозмездной основе, внести толику своих трудов в восстановление святыни!

Окончательно сооружение было передано Якутской и Ленской епархии лишь в конце мая. В мае 2014 году начались работы по восстановлению собора.
15 августа 2015 года епископ Якутский и Ленский Роман провёл на территории восстанавливаемого Троицкого собора города Якутска рабочую встречу с заместителем Председателя Правительства Республики Саха (Якутия) И. Г. Никифоровым.
16 марта 2016 года состоялась встреча архиепископа Романа с Виктором Дьяконовым, научным сотрудником Института гуманитарных исследований и проблем малочисленных народов Севера Сибирского отделения РАН. По предложению архиерея Дьяконов В. М. и сотрудники института будут осуществлять археологический надзор территории Троицкого собора и осуществлять археологические изыскания.